# Hawar Mulla Mohammed
Hawar Mulla Mohammed Taher Zebari (en kurde : هاواری مهلا محهمهد, en arabe : هوار ملا محمد ; né le 1er juin 1981 à Mossoul), est un footballeur international irakien, qui joue au poste de milieu de terrain. Hawar est connu pour être l'un des meilleurs joueurs de l'équipe nationale irakienne.

## Biographie
Hawar commence sa carrière en jouant pour le club de football de Mossoul en 1998 à l'âge de 17 ans. Il passe ensuite à Bagdad pour rejoindre le club d'Al Quwa Al Jawiya. Hawar fait ses débuts pour Al Jawiya en 2000, en gagnant rapidement le cœur des fans de par sa vitesse rapide et sa forme athlétique. À la suite de ses bonnes performances avec Al-Jawiya, Hawar est sélectionné par Nazar Ashraf pour jouer avec les Irakiens de moins de 20 ans. Le milieu de terrain fait ses débuts comme remplaçant avec une défaite 1-0 contre l'Égypte en février 2001. 
Le 25 octobre 2001, l'entraîneur Adnan Hamad convoque Hawar dans l'équipe nationale alors qu'il n'a que 19 ans. Il fait ses débuts lors de la défaite 0-1 contre l'Arabie saoudite à Manama pour les qualification à la Coupe du monde 2002. 
Afin de se qualifier pour les Jeux olympiques 2004, l'Irak doit battre le dernier adversaire de son groupe, l'Arabie saoudite, et garder l'espoir d'une match nul entre le Koweït et Oman. Lors du dernier match de qualification, l'Irak mène sur le score de 2-1, et à la 89e minute, Hawar décoche un superbe tir qui donne à l'Irak une victoire finale 3-1. Le match entre l'Oman et le Koweït s'étant soldé par un 0-0, ceci signifie que l'Irak est qualifiée pour les JO de 2004.
Lors des JO de 2004, Hawar emmène l'équipe d'Irak jusqu'à la 4e place. Il marque au passage 2 buts, un contre le Portugal (victoire 4-2) et un contre le Costa Rica (victoire 2-0).
Le 20 juillet 2007, divers médias irakiens signalent que le joueur est en pourparlers avec Arsenal FC et Sunderland AFC pour un éventuel transfert en Premiership. 
En décembre 2007, Hawar signe un contrat de 6 mois avec le club qatari d'Al-Khor.
Actuellement, il joue pour le club d'Anorthosis Famagouste, club chypriote, qui dispute sa première Ligue des champions, avec lequel il marque un but à la 78e minute contre le Panathinaïkos, pour un score final de 3 buts à 1, ce qui constitue la première victoire du club en C1.

## Palmarès
Avec l'Irak, il remporte la Coupe d'Asie des nations en 2007 en battant l'Arabie Saoudite en finale. 
Il est nommé Joueur iraquien de l'année 2005 par la Fédération Iraquienne de football.